# Tōhoku-ben
Le Tōhoku-ben (東北弁) est un dialecte du japonais (弁, ben) de la région de Tōhoku.

## Vocabulaire enTōhoku-ben
- Abe : allons-y
- Obandesu, igisupe : bonsoir
- Menkoi : mignon
- Nepute : je suis fatigué
- Iine : OK
- Kekkara : je rentre à la maison
- Ora : je
- Adashi : je (femmes)
- Odottsan : papa
- Ogattsan : maman